# Orazio Costa
Orazio Costa Giovangigli (Roma, 6 agosto 1911 – Firenze, 14 novembre 1999) è stato un regista teatrale, direttore artistico e insegnante italiano nonché uno dei massimi esponenti della pedagogia teatrale europea del Novecento.
È uno dei principali rappresentanti (insieme a Luchino Visconti e Giorgio Strehler) della generazione teatrale italiana formatasi fra le due guerre e affermatasi negli anni che seguirono lo scoppio e la fine dell'ultima, e il principale esponente, in Italia, della pedagogia teatrale di matrice europea.
Contribuì in modo originale alla nascita, nel periodo successivo alla seconda guerra mondiale, di quel nuovo movimento culturale che portò al rinnovamento del concetto stesso di teatro, innalzando i ruoli dell'attore e del regista a «servitori dell'arte».

## Biografia

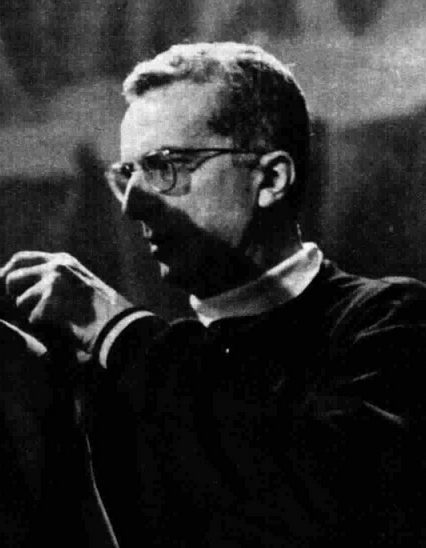
Orazio Costa Giovangigli nel 1967

Di padre dàlmata e madre còrsa, cresce, insieme ai tre fratelli (due dei quali, Valeria e Tullio, attivi collaboratori nelle sue principali regie in qualità di autori di costumi e scene), educato al gusto delle arti figurative e della letteratura. Durante gli anni del liceo frequenta, come allievo-attore, i corsi della Règia scuola “Eleonora Duse”, in cui Silvio D'Amico è docente di Storia del teatro. Dopo essersi laureato in lettere, relatore Vittorio Rossi, con una tesi sulla teatralità del dialogo de I promessi sposi, Costa segue, come allievo-regista, il primo corso dell'Accademia nazionale d'arte drammatica, fondata da D'Amico nel 1936. A lui si deve l'intuizione e la generosità di lasciare che il suo allievo entri in contatto con Jacques Copeau.
Nel 1937, l'allora ventiseienne regista trascorre sei mesi al fianco del maestro francese (seguendo le prove, all'Accadémie Française, dell'Asmodée di Mauriac); questi, poi, lo vorrà come assistente, al Maggio Fiorentino del 1938, per la messa in scena del Come vi piace di William Shakespeare. Per tutta la vita, Orazio Costa si definirà allievo spirituale di D'Amico e Copeau, ereditando da loro una specifica concezione del teatro come espressione della spiritualità del popolo e innata pulsione dell'uomo, pilastri su cui edificherà il suo progetto di riforma pedagogica e teatrale.
Nel 1939 D'Amico, a coronamento dei primi corsi del suo Istituto, crea la compagnia dell'Accademia, sancendo la prima definitiva affermazione in Italia della scuola registica. Costa ne inaugura le rappresentazioni, in occasione delle celebrazioni giottesche, con un'edizione delle laudi umbre raccolte da D'Amico (Mistero della vita e Passione di Nostro Signore). Uno spettacolo che, con infinite varianti, Costa riproporrà in molte edizioni, anche televisive. Tra il 1941 e il 1942, frattanto, dirige la compagnia Pagnani-Ricci-Galletti e la compagnia di Ermete Zacconi.

### L'insegnamento e le regie
Dal 1944 comincia la sua attività d'insegnamento all'Accademia nazionale d'arte drammatica e, contemporaneamente, inizia a distinguersi come uno dei maggiori registi della sua generazione, portando in scena capolavori della drammaturgia mondiale e contemporanea, in alcuni casi per la prima volta in Italia (come il Don Giovanni di Molière).

Nel 1948 fonda il Piccolo Teatro della città di Roma, soppresso nel 1954 dopo 36 spettacoli (celebri le edizioni di Oreste, Mirra e Agamennone di Alfieri, dei Sei personaggi in cerca d'autore di Pirandello, del Poverello di Copeau, dei Dialoghi delle carmelitane di Bernanos, con gli allora giovani e già talentuosi attori Nino Manfredi, Paolo Panelli, Rossella Falk, Gianrico Tedeschi, Anna Miserocchi, Edmonda Aldini, Franco Graziosi, Glauco Mauri, Enrico Maria Salerno, Marina Bonfigli). Sempre nel 1948 debutta nella regia lirica, al Teatro alla Scala di Milano, con Le baccanti di Ghedini (Costa insegnerà regia lirica al Conservatorio Santa Cecilia a Roma dal 1963 al 1969). La seconda e ultima esperienza di direzione (1964-1975) sarà quella del Teatro Romeo, nato con l'obiettivo di dotare Roma di un teatro di repertorio cristiano (e non solo) ma presto abbandonato da quelle stesse istituzioni che ne avevano caldeggiato la creazione. A Orazio Costa non fu mai affidata la direzione di un teatro stabile. 

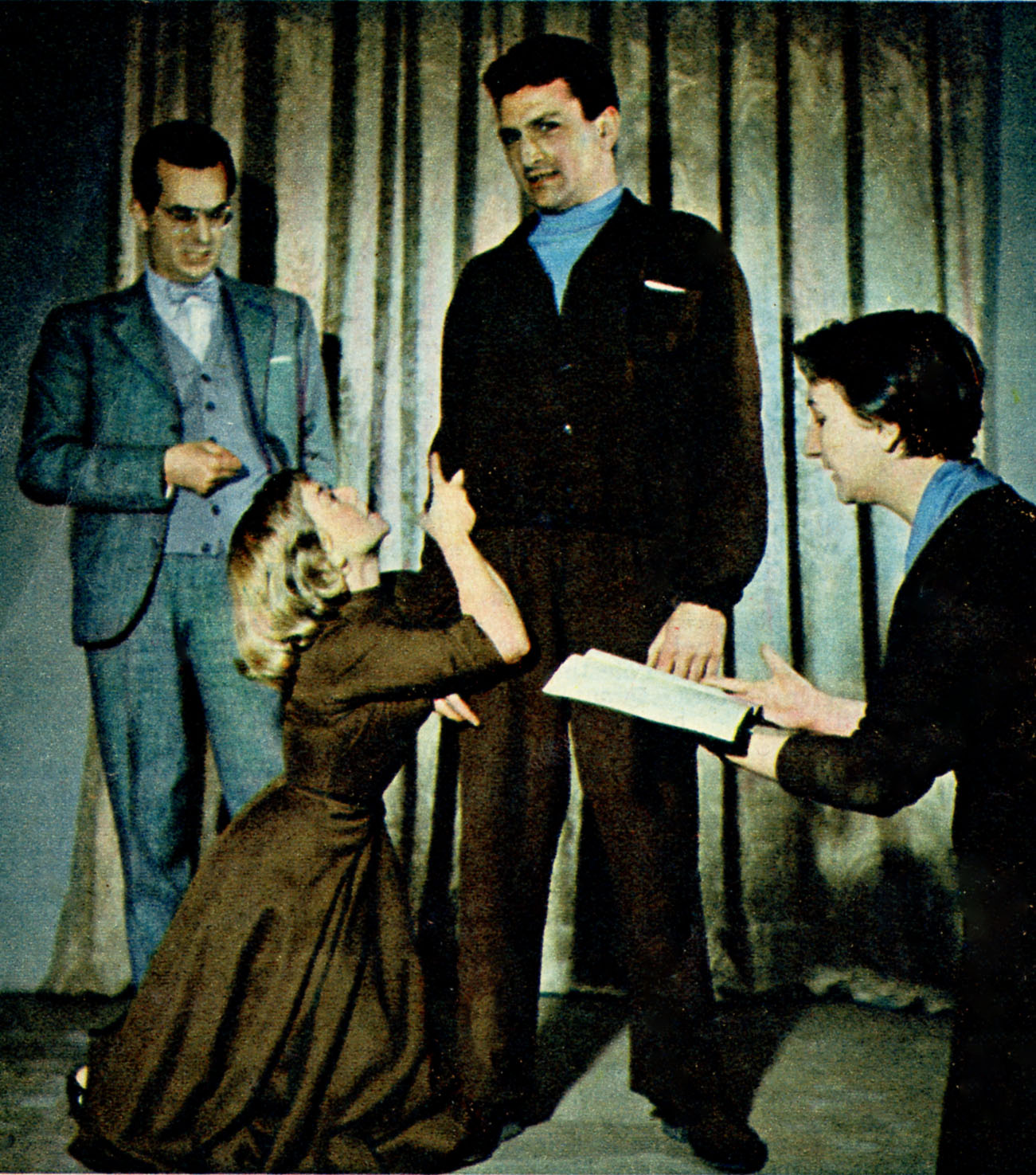
Orazio Costa durante una lezione di recitazione con Gabriella Andreini, Osvaldo Ruggeri e Vilda Ciurlo (1955)

 Gli autori prediletti sono da Costa ripetutamente approfonditi in edizioni sempre completamente rinnovate. Tra le principali regie (anche internazionali), oltre a quelle già citate, si ricorda: Agamennone di Eschilo; Edipo re di Sofocle; Ifigenia in Tauride, Oreste, Ippolito di Euripide; Attilio Regolo di Metastasio; La famiglia dell'antiquario di Goldoni; Macbeth, La dodicesima notte, Sogno di una notte di mezza estate di Shakespeare, Hedda Gabler, Il piccolo Eyolf, Brand di Ibsen; Così è (se vi pare), I giganti della montagna, Enrico IV, La favola del figlio cambiato di Pirandello; Ivanov, Il gabbiano, Tre sorelle, Il giardino dei ciliegi di Cechov, Assassinio nella cattedrale di Eliot. In questo itinerario registico, Costa preciserà, inoltre, la sua intuizione di una scena unica, erede dei modelli greci e medievali e delle teorie di Edward Gordon Craig.
Negli ultimi dieci anni di attività, i suoi interessi si vanno concentrando intorno a un teatro di Poesia, approdo naturale di una ricerca mai interrotta, come mostrano l'incontro con Mario Luzi (Libro di Ipazia, Rosales), la drammatizzazione di testi non teatrali (Il caso di Pietro Paolo Boscoli di Luca della Robbia il Giovane, La vita nuova di Dante, La beffa del grasso legnaiuolo), la preparazione di un'edizione della Fiera di Michelangelo Buonarroti il Giovane e della Divina Commedia al Colosseo (mai, tuttavia, realizzatesi). La lunga dedizione alla poesia ha dato esito alla pubblicazione di una selezione delle molte liriche composte sin dalla giovinezza: la silloge, intitolata Luna di casa, è pubblicata, con prefazione di Mario Luzi, nel 1992.
Orazio Costa muore a Firenze il 14 novembre 1999. Il maestro lascerà al Teatro della Pergola, che l'aveva accolto negli ultimi anni di vita (consentendogli di abitare un appartamento accanto agli uffici), il suo poderoso archivio (libri, copioni, ricordi personali, scritti autobiografici e di ricerca pedagogica). Riposa accanto alla madre, al cimitero di Assisi.
Recependo l'insegnamento di Copeau e D'Amico, Costa elabora una sua visione del teatro come missione spirituale, non più soltanto mestiere. Ai suoi allievi attori, insieme ad un metodo pratico di recitazione, proponeva il seguente precetto, in una sorta di religione laica, fondata innanzitutto sulla consapevolezza di sé, precorrendo i tempi e aprendo la strada al teatro di ricerca dei decenni successivi:

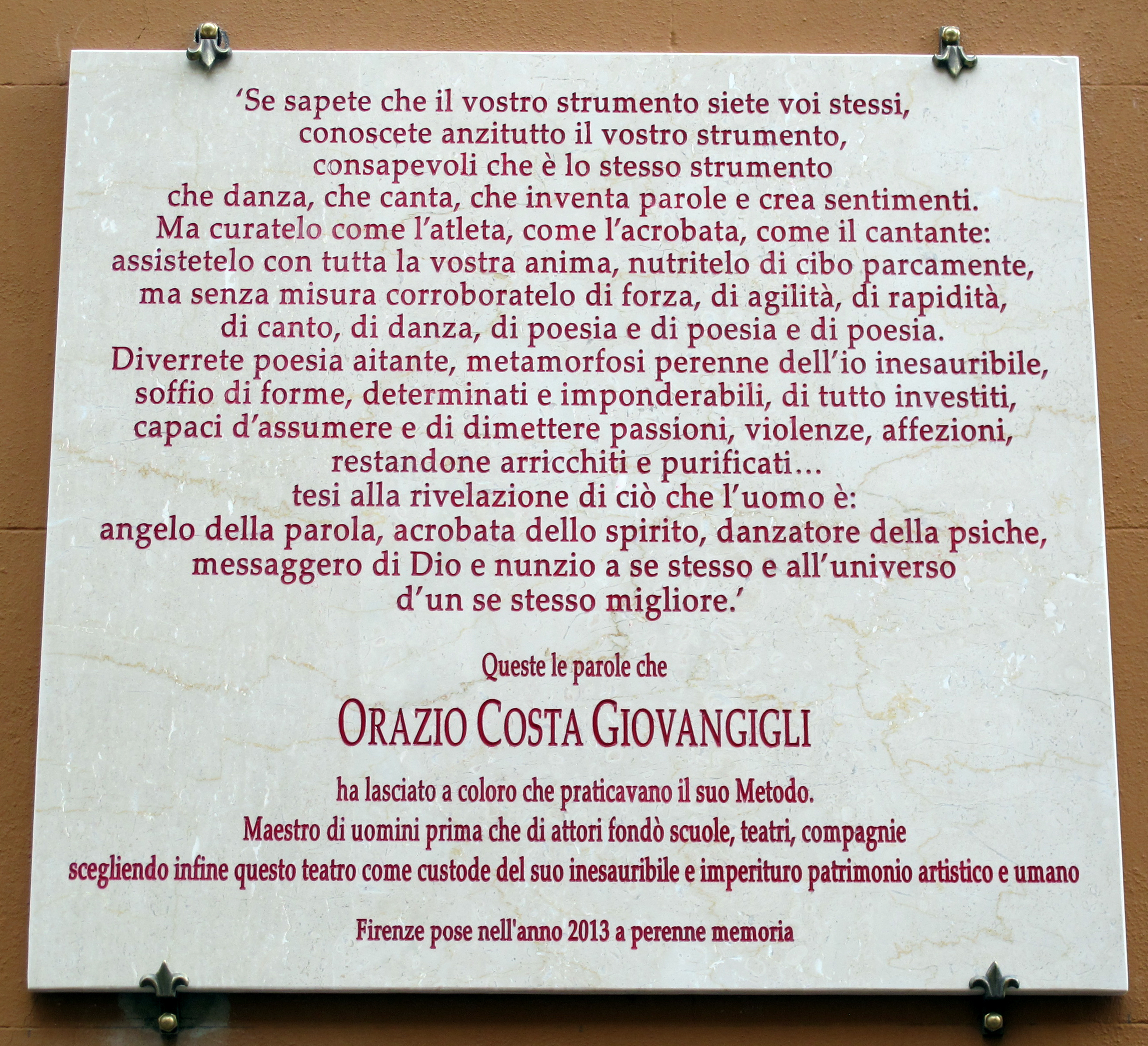
Targa posta sul Teatro della Pergola a Firenze

"Se sapete che il vostro strumento siete voi stessi,

conoscete anzitutto il vostro strumento,

consapevoli che è lo stesso strumento

che danza, che canta, che inventa parole e crea sentimenti.

Ma curatelo come l'atleta, come l'acrobata, come il cantante;

assistetelo con tutta la vostra anima, nutritelo di cibo parcamente,

ma senza misura corroboratelo di forza, di agilità, di rapidità,

di canto, di danza, di poesia, di poesia e di poesia.

Diverrete poesia aitante, metamorfosi perenne dell'io inesauribile,

soffio di forme, determinati e imponderabili, di tutto investiti,

capaci di assumere e di dimettere passioni, violenze, affezioni,

restandone arricchiti e purificati...

tesi alla rivelazione di ciò che l'uomo è:

angelo della parola, acrobata dello spirito, danzatore della psiche,

messaggero di Dio e nunzio a se stesso e all'universo

di un se stesso migliore.”

## Verso una teoria generale del teatro
Il neoumanesimo costiano, nutritosi alla lezione di Copeau, si rivela nella teoria della distinzione, nella messa in scena, tra momento dell'ispirazione e strumenti atti a esprimerla. L'esigenza della figura del regista (definizione polemicamente rifiutata da Costa a favore di quella di curatore, direttore o coordinatore) è per lui specchio di una crisi epocale: oggi, al regista è demandato il superamento della frattura tra la fase poetico-creativa e quella della realizzazione scenica, garantendo, nel migliore dei casi, una forma spirituale unitaria al dramma, non perseguibile altrimenti. Il principio d'autorità del regista è sufficiente all'allestimento di un singolo spettacolo, ma, per Costa, alla creazione d'un nuovo teatro si perviene attraverso una rinnovata concezione dei princìpi estetici e morali della vita.
Tale concezione, e in questo risiede lo slancio della riforma costiana, s'instaura a partire dal rinnovamento delle fondamenta umane del dramma: dell'attore, o meglio, dell'uomo che fa l'attore. Costui si configura come l'elemento dal quale partire per una rinascita che, recuperando le primigenie fasi evolutive dello spettacolo (teatro greco e medievale) ma soprattutto dell'uomo (gioco e istinto mimico), restituisca al teatro la sua missione, essendo «l'unica forma di attività umana rimasta a parlare dell'uomo all'uomo, mediante la realtà dell'uomo» (Costa).

## Il metodo mimico
La riflessione sull'interprete, focus della lunga ricerca costiana, è la testimonianza più evidente di una sopravvivenza, di là dalle apparenze, di una linea di radicamento europeo e d'indagine sull'attore nella scena italiana del XX secolo.
Sin dal 1944, data d'inizio dei corsi in accademia come docente, Costa inizia a sperimentare il suo metodo, definito Metodo mimico, per la formazione dell'attore. Mutuato da intuizioni copoviane ed erede delle principali riflessioni sull'attore di stampo europeo, il metodo mimico si configura come l'unico impianto pedagogico sistematico elaborato in Italia, inteso quale premessa a una teoria generale del teatro. Il metodo si fonda sull'organica tendenza dell'individuo a rispecchiare, con l'azione della propria persona, il mondo dei fenomeni che lo circonda, fino a possederne la molteplice variabilità e a riappropriarsi di una potenza di trasformazione capace di creare linguaggio e poesia. Il metodo insegna a padroneggiare il naturale riflesso mimico per utilizzarlo nella creazione artistica e, con procedimento analogamente inverso, nell'interpretazione di un personaggio e di un testo drammatico. Costa applica tale metodo nell'insegnamento all'Accademia nazionale d'arte drammatica fino al 1976 (ma in accademia tornerà, in seguito, per brevi cicli di lezioni), al Centro sperimentale di cinematografia e all'Accademia Nazionale di Santa Cecilia. Il metodo è stato utilizzato anche in Belgio (all'Institut “Hermann Theirlinck” di Anversa e alla scuola “Mudra” di Bejart) e in Francia ed è stato presentato in occasione di convegni di pedagogia teatrale a Bucarest, a Essen, a Venezia, a Eisenstadt.
Il metodo, nato per l'addestramento dell'attore (che nel corso degli anni ha formato i principali interpreti della scena italiana), per volontà di Costa è stato esteso nel suo utilizzo al campo della danza e della musica, rivolgendosi a un'utenza non più di soli allievi-attori ma di adolescenti, adulti, anziani, diversamente abili. Uno degli esiti di questa evoluzione è stata l'istituzione, a Firenze, nel 1979, del Centro di avviamento all'espressione. Oggi, il Teatro Nazionale della Toscana, nella sua sede del Teatro della Pergola di Firenze, ha dato nuovo impulso al centro di avviamento all'espressione intensificando l'attività di divulgazione del metodo con corsi informativi aperti a tutti, accanto all'istituzione di un corso biennale di formazione attoriale, la Scuola di Formazione per Attori "Orazio Costa", che è stato inaugurato nel novembre 2015.

## Scritti
- Luna di casa, Vellecchi Editore, 1992
- Poesie. Edite e inedite, con saggio critico e nota ai testi di Lucilla Bonavita, Fabrizio Serra Editore, Pisa-Roma, 2015

### Traduzioni
- (EN, IT)  William Shakespeare, La dodicesima notte, o Quel che volete, traduzione di Orazio Costa Giovangigli, saggio di Anna Luisa Zazo, Milano, Arnoldo Mondadori, 1991, ISBN 88-04-34805-4.

## Premi e riconoscimenti
- Premio Flaiano Sezione teatro[4]
  - 1994 - Alla carriera